# 石黒紘久
石黒 紘久（いしぐろ ひろひさ, 1986年5月9日 - ）は、愛知県知多郡出身 のフットサル選手。アグレミーナ浜松所属。ポジションはゴレイロ。「心の許容範囲の広さ」が持ち味。

## 経歴

### ユース時代
中学年代では知多サッカークラブに在籍（2期生）。東邦高校2年時には控えキーパーとして第82回高校サッカー選手権に出場している。愛知学院大学では2006年の天皇杯全日本サッカー選手権大会本大会に出場したが、1回戦のバンディオンセ加古川（兵庫県）戦では24分に退場処分を受け、チームも1-8で大敗した。2007年の天皇杯では愛知県予選決勝でFC刈谷に敗れたが、この試合でも前半終了間際に退場処分を受けている。

### 名古屋オーシャンズ
名古屋オーシャンズのBチームである愛知県フットサルリーグの大洋薬品/BANFF NAGOYAを経て、2009年には新設されたばかりの名古屋オーシャンズサテライトに加入。同期でサテライトに入団した選手には篠田龍馬や森秀太などがおり、サテライトでは2009年シーズンと2010年シーズンをプレーした。
2011年にはトップチームの控えゴレイロ定永久男がバサジィ大分に移籍したため、2011-12シーズンは石黒がトップチームに昇格して川原永光の控えを務める。2013年9月には川原が右足脛骨骨折の重傷を負って約半年間離脱したが、2013-14シーズンの残り試合は石黒ではなく、石黒と同じくサテライト出身の篠田がレギュラーとして起用された。2013-14シーズンには28試合に登録されたが、主に篠田の控えだった。

### アグレミーナ浜松
2014年3月には名古屋を退団し、5月にはアグレミーナ浜松と契約。同時期には川原と岩崎雄大も浜松に移籍しており、名古屋オーシャンズ/名古屋オーシャンズサテライトのゴレイロ3人が揃って浜松に移籍する形となった。
2014-15シーズンは川原の控えだったが、23試合に登録されて名古屋時代よりも出場機会を増やした。2014年11月9日にはFリーグ100試合出場（登録）を達成している。2015年には川原が浜松を退団し、2015-16シーズンは石黒がレギュラーを任されている。

## 所属クラブ

### サッカー
- ????年-2002年 知多サッカークラブ（ジュニアユース）
- 2002年-2005年 東邦高等学校
- 2005年-????年 愛知学院大学サッカー部[1]

### フットサル
- ????年-2009年 大洋薬品/BANFF NAGOYA（愛知県リーグ）
- 2009年-2010年 名古屋オーシャンズサテライト（愛知県リーグ/東海リーグ）
- 2011年-2014年 名古屋オーシャンズ（Fリーグ）
- 2014年-2019年 アグレミーナ浜松（Fリーグ）
- 2020年-バザジィ大分（Fリーグ）

## 個人成績
| 国内大会個人成績 | 国内大会個人成績 | 国内大会個人成績 | 国内大会個人成績 | 国内大会個人成績 | 国内大会個人成績 | 国内大会個人成績 | 国内大会個人成績 | 国内大会個人成績 | 国内大会個人成績 | 国内大会個人成績 | 国内大会個人成績 |
| 年度             | クラブ           | 背番号           | リーグ           | リーグ戦         | リーグ戦         | リーグ杯         | リーグ杯         | オープン杯       | オープン杯       | 期間通算         | 期間通算         |
| 年度             | クラブ           | 背番号           | リーグ           | 出場             | 得点             | 出場             | 得点             | 出場             | 得点             | 出場             | 得点             |
| 日本             | 日本             | 日本             | 日本             | リーグ戦         | リーグ戦         | オーシャン杯     | オーシャン杯     | 全日本選手権     | 全日本選手権     | 期間通算         | 期間通算         |
| ---------------- | ---------------- | ---------------- | ---------------- | ---------------- | ---------------- | ---------------- | ---------------- | ---------------- | ---------------- | ---------------- | ---------------- |
| 2011-12          | 名古屋           |                  | Fリーグ          | ??               | ?                |                  |                  |                  |                  |                  |                  |
| 2012-13          | 名古屋           |                  | Fリーグ          | ??               | ?                |                  |                  |                  |                  |                  |                  |
| 2013-14          | 名古屋           |                  | Fリーグ          | 28               | 0                |                  |                  |                  |                  |                  |                  |
| 2014-15          | 浜松             | 20               | Fリーグ          | 23               | 0                |                  |                  |                  |                  |                  |                  |
| 2015-16          | 浜松             | 20               | Fリーグ          |                  |                  |                  |                  |                  |                  |                  |                  |
| 通算             | 日本             | 日本             | Fリーグ          |                  |                  |                  |                  |                  |                  |                  |                  |
| 通算             | 日本             |                  |                  |                  |                  |                  |                  |                  |                  |                  |                  |
| 総通算           |                  |                  |                  |                  |                  |                  |                  |                  |                  |                  |                  |